# 希臘僑民

希臘僑民分佈
希臘本國
+ 1,000,000
+ 100,000
+ 10,000
+ 1,000

希臘僑民是指居住在希臘國外的希臘人，主要分佈在塞浦路斯、阿爾巴尼亞、北馬其頓、小亞細亞等地。
在20世紀，尤其是在第二次世界大戰（1939至45年）、希臘內戰（1946至49年）及土耳其入侵塞浦路斯（1974年）之後，有很多希臘人因為經濟或政治因素，遷離傳統的聚居地，到美國、澳大利亞、加拿大、英國等地居住。

## 外部連結
- General Secretariat for Greeks Abroad
- Greek Ministry of Foreign Affairs
- Centre for Greek Diaspora Studies （页面存档备份，存于）